# Platforma e-Usług Publicznych
Platforma e-Usług Publicznych (PeUP) jest prywatną, komercyjną platformą internetową umożliwiającą obywatelom skorzystanie z usług urzędów administracji samorządowej oraz innych instytucji publicznych, za pomocą kontaktu internetowego. PeUP jest samodzielnym i niezależnym od platformy ePUAP oprogramowaniem dedykowanym dla instytucji publicznych, umożliwiającym sporządzanie pism w formie dokumentów elektronicznych, doręczanie dokumentów elektronicznych oraz udostępnianie formularzy, wzorów i kopii dokumentów elektronicznych.
System, korzystając z modułu Elektronicznego Zarządzania Dokumentami (EZD FINN 8 SQL WEB), umożliwia zarówno przyjmowanie dokumentów elektronicznych składanych za pośrednictwem elektronicznej skrzynki podawczej, jak i obsługę komunikacji zwrotnej do klienta. Pozwala na spójne zarządzanie zarówno dokumentami elektronicznymi, jak i papierowymi. Moduł EZD jest w pełni zintegrowany z platformą ePUAP oraz z systemem SEKAP. Rozwiązania takie pozwalają na ścisłe powiązanie systemów front-office z systemami dziedzinowymi.
PeUP zapewnia integrację z Biuletynami Informacji Publicznej, umożliwiając kompleksową migrację danych z istniejących niezintegrowanych serwisów BIP.
Oprogramowanie PeUP posiada mechanizmy inteligentnego systemu bezpieczeństwa (podnoszące poziom bezpieczeństwa danych).

## Katalog usług PeUP
Sprawy, które można realizować za pośrednictwem PeUP przyporządkowane są jednemu z trzech bloków:
- Usługi dla obywateli
- Usługi dla przedsiębiorców
- Usługi dla instytucji, urzędów.

Lista tematów klasyfikowanych w platformie PeUP obejmuje:
- Budownictwo, architektura, urbanistyka (Ustalanie warunków zabudowy i zagospodarowania terenu dla inwestycji. Pozwolenia na budowę i rozbiórkę. Zgłoszenia robót budowlanych. Pozwolenia na użytkowanie i zawiadomienia o zakończeniu budowy. Pozwolenia na zmianę sposobu użytkowania. Ochrona zabytków).
- Dowody osobiste, meldunki, wybory (Ewidencja ludności. Rejestr wyborców).
- Działalność gospodarcza (Ewidencja przedsiębiorców: zaświadczenia, decyzje, zezwolenia. Zaświadczenia o wpisie do ewidencji działalności gospodarczej oraz o zmianie wpisu. Decyzje o wykreśleniu z ewidencji działalności gospodarczej lub o odmowie dokonania wpisu bądź zmiany wpisu. Zaświadczenia potwierdzające dane ze zbioru ewidencji działalności gospodarczej. Zezwolenia na sprzedaż napojów alkoholowych. Duplikaty zaświadczeń, decyzji i zezwoleń).
- Geodezja, kartografia (Ewidencja gruntów i budynków. Mapy. Podziały nieruchomości. Grunty – klasyfikacje, scalanie. Scalenia i wymiana gruntów. Geodezja rolna).
- Gospodarka komunalna (Utrzymanie czystości, wysypiska śmieci. Gaz, energia, oświetlenie terenów publicznych, woda i kanalizacja. Cmentarze. Tereny zielone wraz z obiektami małej architektury. Grobownictwo wojenne i miejsca pamięci).
- Komunikacja, drogownictwo i transport (Rejestracja pojazdów, uprawnienia do kierowania pojazdami. Licencje i zezwolenia).
- Kultura, sport, turystyka, oświata

- Nieruchomości, lokale mieszkalne i użytkowe (Majątek gminy, powiatu, Skarbu Państwa. Zbywanie, zamiana, dzierżawa, najem, użyczenie lub oddanie w trwały zarząd, użytkowanie wieczyste. Gospodarka lokalami użytkowymi i mieszkalnymi).
- Ochrona praw konsumentów (Zadaniem rzeczników konsumentów jest przede wszystkim zapewnienie bezpłatnego poradnictwa konsumenckiego i informacji prawnej w zakresie ochrony interesów konsumentów).
- Ochrona środowiska (Opiniowanie lokalizacji inwestycji i warsztatów rzemieślniczych. Ustalanie warunków, decyzje i postanowienia w sprawie zakazu lub ograniczenia wprowadzania zanieczyszczeń do środowiska. Gospodarka wodna. Ochrona przyrody).
- Zdrowie i sprawy społeczne (Ochrona zdrowia, Sprawy sanitarne. Renty socjalne, zasiłki, pomoc rzeczowa. Sprawy osób niepełnosprawnych. Rodziny zastępcze).
- Rolnictwo, leśnictwo, łowiectwo, rybołówstwo (Wyłączenia z produkcji rolniczej. Produkcja roślinna i zwierzęca. Rybactwo. Weterynaria).
- Podatki i opłaty

- Promocja i informacja o regionie

- Sprawy obywatelskie

- Sprawy wojskowe

- Urodzenia, małżeństwa, zgony (Akta stanu cywilnego)
- Bezrobotni i poszukujący pracy

- Usługi techniczne

## Korzyści z funkcjonowania Platformy e-Usług Publicznych
Dzięki platformie PeUP każdy obywatel, czy przedsiębiorca, który posiada swój profil w systemie ePUAP, udostępnionym przez Ministerstwo Administracji i Cyfryzacji lub zakupiony certyfikat kwalifikowany, ma możliwość rozpocząć sprawę urzędową bez konieczności osobistego stawiennictwa w urzędzie.
System umożliwia wykorzystanie wszystkich wpływających i wychodzących e-formularzy do automatyzacji obiegu dokumentów wewnątrz urzędu. To zaś umożliwia wyeliminowanie dużej ilości dokumentów papierowych. Daje to wymierne korzyści finansowe – obniżenie kosztów funkcjonowania administracji.
Udostępnienie informacji publicznych – PeUP umożliwia publikowanie informacji publicznych bezpośrednio wprowadzonych do baz danych systemu obiegu dokumentów. Wbudowane zaawansowane rozwiązania pozwalają np. na wizualizację aktów prawnych zapisanych w popularnym formacie LAPX.
Uchwały, zarządzenia, przetargi i inne informacje umieszczane są automatycznie na stronie portalu dostępnego w Internecie. Zwiększa to transparentność działania administracji publicznej i społeczną kontrolę wydatkowania środków budżetowych.

## Uwarunkowania prawne
PeUP umożliwia podmiotom administracji publicznej wywiązać się z obowiązku przyjmowania podań i wniosków w postaci elektronicznej oraz wydania obywatelowi Urzędowego Poświadczenia Odbioru (UPO) przy zapewnieniu najwyższych standardów bezpieczeństwa gwarantującego poufność danych, zgodnie z obowiązującymi wymogami prawnymi określonymi m.in. w: Rozporządzeniu Prezesa Rady Ministrów z dnia 14 września 2011 roku w sprawie sporządzania pism w formie dokumentów elektronicznych, doręczania dokumentów elektronicznych oraz udostępniania formularzy, wzorów i kopii dokumentów elektronicznych (Dz.U. z 2018 r. poz. 180).
Zagadnienia obowiązku udostępniania informacji publicznej normuje Ustawa o dostępie do informacji publicznej z dnia 6 września 2001 r. (Dz.U. z 2022 r. poz. 902).

### Regulacje prawne istotne dla bezpieczeństwa systemów elektronicznych usług publicznych
- Rozporządzenie Rady Ministrów z dnia 21 maja 2024 r. w sprawie Krajowych Ram Interoperacyjności, minimalnych wymagań dla rejestrów publicznych i wymiany informacji w postaci elektronicznej oraz minimalnych wymagań dla systemów teleinformatycznych (Dz.U. z 2024 r. poz. 773)
- Rozporządzenia Parlamentu Europejskiego i Rady (UE) 2016/679 z dnia 27 kwietnia 2016 r. w sprawie ochrony osób fizycznych w związku z przetwarzaniem danych osobowych i w sprawie swobodnego przepływu takich danych oraz uchylenia dyrektywy 95/46/WE (ogólne rozporządzenie o ochronie danych) (CELEX: 32016R0679)
- Ustawa z dnia 10 maja 2018 o ochronie danych osobowych (Dz.U. z 2019 r. poz. 1781)
- Rozporządzenie Ministra Spraw Wewnętrznych i Administracji z dnia 29 kwietnia 2004 r. w sprawie dokumentacji przetwarzania danych osobowych oraz warunków technicznych i organizacyjnych, jakim powinny odpowiadać urządzenia i systemy informatyczne służące do przetwarzania danych osobowych (Dz.U. z 2004 r. nr 100, poz. 1024) (uznane za uchylone).